# Nemico pubblico (programma televisivo)
Nemico pubblico è stato un programma televisivo italiano condotto da Giorgio Montanini e andato in onda su Rai 3 dal 2014 al 2016.

## Il programma
La trasmissione si proponeva come spettacolo di satira ispirato alla stand-up comedy statunitense. I monologhi erano scritti e interpretati dallo stesso Montanini, mentre per gli altri contenuti del programma ci si avvaleva della presenza di altri attori. 
Le puntate erano strutturate nel seguente modo:
- Il monologo: Giorgio Montanini affronta in chiave satirica i più importanti temi di attualità.
- Candid Camera: In ogni puntata, due candid, dal contenuto "sociale" portavano in risalto vizi e pregiudizi dell'uomo comune, risaltandone, nella maggior parte dei casi, l'umanità e il senso civico delle stesse vittime.
- Reparto paternità: una sketch comedy a puntate ambientata nella sala antistante la nursery di un ospedale che vede protagonisti alcuni neo-papà intenti a discutere sulle contraddizioni e gli aspetti negativi della paternità.
- Nemico pubblico - IL MUSICAL: il comico Francesco de Carlo e I Bugiardini sono protagonisti di questa striscia di 5-6 minuti dove vengono messi in scena i guai che attraversa la società contemporanea.

A partire dalla terza stagione, ogni puntata ha uno o più ospiti famosi, tra cui Pupo, Fabio Canino, Francesco Montanari, Andrea Delogu, Fausto Brizzi, Nicky Nicolai e Stefano Di Battista.

## Cast e autori
- Conduttore: Giorgio Montanini
- Autori: Francesco De Carlo, Daniele Fabbri, Giovanni Filippetto, Giorgio Montanini, Paolo Lizza
- Regia: Claudio Bozzatello

## Puntate
| Puntata | Data           |
| ------- | -------------- |
| 1       | 6 maggio 2014  |
| 2       | 13 maggio 2014 |
| 3       | 20 maggio 2014 |
| 4       | 27 maggio 2014 |
| 5       | 3 giugno 2014  |
| 6       | 10 giugno 2014 |

| Puntata | Data           |
| ------- | -------------- |
| 1       | 3 maggio 2015  |
| 2       | 10 maggio 2015 |
| 3       | 17 maggio 2015 |
| 4       | 24 maggio 2015 |
| 5       | 7 giugno 2015  |
| 6       | 14 giugno 2015 |
| 7       | 21 giugno 2015 |
| 8       | 28 giugno 2015 |

| Puntata | Data           |
| ------- | -------------- |
| 1       | 12 giugno 2016 |
| 2       | 26 giugno 2016 |
| 3       | 3 luglio 2016  |
| 4       | 10 luglio 2016 |
| 5       | 17 luglio 2016 |
| 6       | 24 luglio 2016 |
| 7       | 31 luglio 2016 |
| 8       | 7 agosto 2016  |